# 南楼駅
南楼駅（なんろう-えき）は天津市河西区に位置する天津地下鉄1号線の駅。

## 駅構造
- 島式ホーム1面2線の地下駅で、ホームドア完備。出口はA～Dの4箇所ある。

## 駅周辺
- 天津第四十二中学
- 区南楼小学

## 歴史
- 2006年6月12日 - 開業。

## 隣の駅
- ■1号線

土城駅 - 南楼駅 - 下瓦房駅
座標: 北緯39度05分43秒 東経117度13分03秒 / 北緯39.0954度 東経117.2175度